# Terceira Ponte
Le Terceira Ponte est un pont brésilien qui relie la préfecture de Vitória à la ville de Vila Velha en passant entre le convento et le morro do moreno et au-dessus de la baie de Vitória.
Sa construction a commencé en 1978 et s'est terminée en août 1989. Il mesure 3,3 km de long et a une hauteur de 70 m en son centre, permettant le passage des navires.